# Poproč (powiat Rymawska Sobota)
Poproč – wieś (obec) na Słowacji położona w kraju bańskobystrzyckim, w powiecie Rymawska Sobota. Pierwsze wzmianki o miejscowości pochodzą z roku 1413. 
Według danych z dnia 31 grudnia 2012, wieś zamieszkiwały 24 osoby, w tym 12 kobiet i 12 mężczyzn.
W 2001 roku pod względem narodowości i przynależności etnicznej miejscowość zamieszkiwali wyłącznie Słowacy.
Ze względu na wyznawaną religię struktura mieszkańców kształtowała się w 2001 roku następująco:
- Grekokatolicy – 3,7%
- Ewangelicy – 81,48%
- Ateiści – 14,81%